# 康蒂尼
康蒂尼（法語：Cantigny，法語發音：[kɑ̃tiɲi]）是法国上法蘭西大區索姆省的一个市镇，属于蒙迪迪耶区。

## 地理
康蒂尼（49°39'48"N, 2°29'32"E）面积4.03 平方千米，位于法国上法蘭西大區索姆省，该省份为法国北部沿海省份，北起加来海峡省和北部省，西接滨海塞纳省和大西洋英吉利海峡，南至瓦兹省，东临埃纳省。
与康蒂尼接壤的市镇（或旧市镇、城区）包括：方丹苏蒙迪迪耶、格里韦讷、维莱图尔内勒。

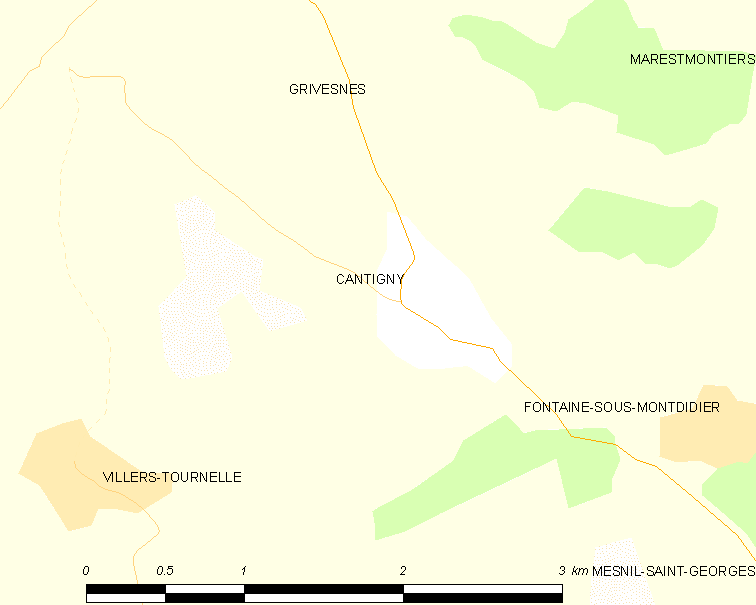
康蒂尼的OSM定位图

康蒂尼的时区为UTC+01:00、UTC+02:00（夏令时）。

## 行政
康蒂尼的邮政编码为80500，INSEE市镇编码为80170。

## 政治
康蒂尼所属的省级选区为鲁瓦县。

## 人口

1962-2008年间康蒂尼人口变化图示

康蒂尼于2022年1月1日时的人口数量为110人。